# Везель (район)
Везель (нем. Wesel) — район в Германии. Центр района — город Везель. Район входит в землю Северный Рейн-Вестфалия. Подчинён административному округу Дюссельдорф. Занимает площадь 1042 км². Население — 457 545 чел. (2023). Плотность населения — 458 человек/км². Официальный код района — 05 1 70.

## География

### Положение
Район Везель общей площадью 1042,4 км² и диаметром от 45 до 48 км является районом Нижнего Рейна и одновременно связующим звеном между Рейнско-Рурским столичным регионом и Нидерландами. 45 процентов территории района (города Динслакен, Камп-Линтфорт, Мёрс, Нойкирхен-Флюн, Райнберг, Фёрде и Везель) относятся к периферийной городской зоне, в которой проживает около 80 процентов жителей района. Однако развитие района во многом определяется его расположением по обе стороны Рейна. Координированное использование сети железных дорог Рейна стало главным аргументом в пользу образования в 1975 году района, пересекающего Рейн. Район Везель, имеющий 44 км на левом берегу и 30 км на правом берегу, занимает самую большую долю Рейна в земле Северный Рейн — Вестфалия. В Рейн в Везеле впадает река Липпе и отсюда начинается канал Везель-Даттельн. Длина внешней границы района составляет 250,6 км. Шлаковый террикон Лоберг-Норд имеет высоту 120,6 м над уровнем моря. Это самая высокая искусственная высота в районе. Самая высокая естественная высота составляет 88,9 м в лесу Бальбергер в Зонсбеккской Швейцарии. Центр района находится в промышленной зоне Фёрде-Эммельзум. Рейнские луга Резер-Шанц, к северу от Фюнена, являются самой низкой точкой района Везель, с высотой 12,5 м над уровнем моря.
Район подразделяется на 13 общин.

## Города и общины
1. Мёрс (106 153)
2. Динслакен (69 672)
3. Везель (60 338)
4. Камп-Линтфорт (38 554)
5. Фёрде (37 534)
6. Райнберг (31 635)
7. Хамминкельн (27 802)
8. Нойкирхен-Флюн (27 579)
9. Ксантен (21 518)
10. Шермбек (13 725)
11. Хюнксе (13 611)
12. Альпен (12 777)
13. Зонсбек (8621)